# Clisura
En l'Imperi Romà d'Orient, una clisura (grec: κλεισούρα, klisura, 'tancament', 'congost') era un port de muntanya fortificat i el districte militar que el protegia. A finals del segle vii es començà a aplicar a districtes fronterers de major extensió, diferents dels temes, que eren més grans, situats a la frontera oriental de l'imperi amb el Califat, seguint la línia Taure-Antitaure. L'única clisura de l'oest era Estrímon, que posteriorment es convertí en un tema. Una clisura o clisurarquia era un comandament autònom sota l'autoritat d'un clisurarca (grec: κλεισουράρχης, klisurarkhis). Amb el pas dels temps, la majoria de clisures esdevingueren temes. El terme quedà en l'oblit a partir del segle x. En temps posteriors, el concepte de drungue adquirí un significat semblant. El seu equivalent musulmà a Cilícia i Mesopotàmia era l'al-thughūr.